# NGC 7413
NGC 7413 este o galaxie situată în constelația Pegas. A fost descoperită în 2 septembrie 1886 de către Lewis A. Swift.